# 七都镇 (石台县)
七都镇，是中华人民共和国安徽省池州市石台县下辖的一个乡镇级行政单位。

## 行政区划
七都镇下辖以下地区：
七都村、黄河村、三甲村、毛坦村、毕家村、河口村、新棚村、启田村、芳村、六都村、高路亭村、银堤村、七井村、八棚村和伍村。